# Yoshio Kitagawa
Yoshio Kitagawa (北川 佳男, Kitagawa Yoshio, Quioto, 21 de agosto de 1978) é um futebolista japonês que jogou no Mito HollyHock e Roasso Kumamoto.